# Driekantig look
Driekantig look (Allium triquetrum) is een plant uit de narcisfamilie (Amaryllidaceae). Het is een exoot die als stinsenplant na 1900 verwilderd of aangeplant is.

## Uiterlijke kenmerken
Driekantig look is een tweeslachtige, overblijvende plant die in april en mei bloeit en 10-40 cm hoog wordt. 
Driekantig look is goed herkenbaar aan de scherp driekantige stengels en bloemstelen. De twee à vijf bladeren zijn vlak, de bloeischede is korter dan de bloeiwijze en de meeldraden zijn ongedeeld en steken niet boven de bloemen uit. De losse bloeiwijze draagt geen broedbolletjes en bestaat dus uitsluitend uit bloemen die ten slotte overhangen, zuiver wit zijn en een groene middennerf hebben. De vrucht is een doosvrucht. Naast vegetatieve vermeerdering worden er ook zwarte, langwerpig ronde zaden gevormd. Deze zijn voorzien van een oliehoudend mierenbroodje en worden door deze dieren verspreid.

## Verspreiding (geografisch)
De plant stamt oorspronkelijk uit het westelijke Middellandse Zeegebied. In Nederland wordt de soort als stinsenplant gebruikt in parkbossen en langs stromend water en is bij Heemskerk ingeburgerd.

## Groeiplaats
Driekantig look staat op iets zonnige tot beschaduwde, vochtige, goed gedraineerde, voedselrijke zand- en leemgrond. Hij groeit in graslanden, in bossen en op kapvlakten, in bosjes en onder heggen, langs rivieroevers en in bermen, ook op ruderale plaatsen.